# Robert Collier (Autor)
Robert „Bob“ Collier (* 19. April 1885 in St. Louis, Missouri; † 1950) war ein amerikanischer Schriftsteller von Selbsthilfe- und Motivationsbüchern im Bereich der Neugeist-Bewegung.

## Leben
Seine Mutter starb, als er noch ein Kind war. Sein Vater arbeitete als Auslandsreporter für das „Colliers-Magazin“, das von seinem Onkel, Peter F. Collier, herausgegeben wurde.
Collier besuchte eine Religionsschule und sollte Priester werden. Doch er entschied sich gegen das Leben als Geistlicher und ging nach West Virginia, um dort sein Glück zu suchen. Dort arbeitete er als Bergbau-Ingenieur und lernte, wie man trotz der Schwierigkeiten des Lebens menschlich bleibt. Er las die Bücher, die im Büro des Bergbaus standen. Unter ihnen befanden sich auch Bücher wie „Angewandte Handelskorrespondenz“ und Marketing-Ratgeber, die den Grundstein für seine spätere Karriere als Buchautor legten.
Nach acht Jahren in Virginia ging er nach New York City, wo er in der Werbeabteilung des P. F. Collier-Verlages arbeitete. Mit der Unterstützung von Experten wie Bruce Barton und Fred Stone entwickelte er Ideen für die Verkaufsförderung und testete diese in Werbe-Rundschreiben an wichtige Geschäftsleute.
Die Resultate waren überwältigend. Er verkaufte mehrere Tausend Exemplare der Harvard-Classics – eine Reihe von Büchern von Dr. Elliot – die Werbung für die O. Henry-Storys brachte ihm Bestellungen für über zwei Millionen Dollar ein. Für The History of the World War erhielt der Verlag 70.000 Bestellungen.
Aufgrund einer Krankheit, die er mithilfe der Christian-Science-Kirche besiegte, beschäftigte er sich mit dem Thema Gesundheit. Er war der Meinung, dass 98 Prozent der Krankheiten von chemisch behandeltem und verseuchtem Essen kommen. Aufgrund seiner eigenen Erfahrung wollte er herausfinden, wie allein durch Gedanken schnell und sicher scheinbar nicht-heilbare Krankheiten besiegt werden können.
Er entschied, dass es möglich ist – und versuchte, einen Weg zu finden. Er beschäftigte sich mit dem Metaphysischen, dem Okkulten und Erfolgsgeschichten. Dann begann er Bücher über praktische Psychologie zu schreiben. Es entstanden die Bücher „The Secret of the Ages“, von denen er etwa 300.000 verkaufte. Er schrieb noch vier weitere Bücher, die er später in dem Buch „Riches Within your Reach“ zusammenfasste.
Die sieben Bücher der Reihe „The Book of Life“ kompensierte er zu einem Buch.
Robert Collier ist einer der ersten Autoren der Selbsthilfe. Er galt als Vorbild für Napoleon Hill, Anthony Robbins oder Claude M. Bristol. Im Film und Buch The Secret wird er öfter zitiert.

## Deutschsprachige Publikationen
- Wo ein Wille ist ..., Deltus media, 2006.
- Die Erkenntnis - The Secret of the Ages, Deltus media, 2009.

| Personendaten    | Personendaten                                  |
| ---------------- | ---------------------------------------------- |
| NAME             | Collier, Robert                                |
| ALTERNATIVNAMEN  | Collier, Bob (Spitzname)                       |
| KURZBESCHREIBUNG | US-amerikanischer Autor von Selbsthilfebüchern |
| GEBURTSDATUM     | 19. April 1885                                 |
| GEBURTSORT       | St. Louis, Missouri                            |
| STERBEDATUM      | 1950                                           |